# Nimrod Förlag
Die Nimrod Förlag AB ist ein schwedischer Buchverlag aus Hörby, der sich auf philosophische Werke spezialisiert hat. In der Edition Rugerup, der deutschsprachigen Reihe, gibt der Verlag in erster Linie Lyrik heraus.

## Der Nimrod Förlag

### Geschichte
Der Nimrod Förlag wurde 1994 in der schwedischen Gemeinde Lindesberg von dem Literaturwissenschaftler Stefan Borg gegründet.
Borg, der Anfang der 1980er-Jahre in Stockholm und Moskau Russische Sprache und Literaturwissenschaft studierte und danach in Schweden als literarischer Übersetzer arbeitete, ist seit Anfang der 2000er-Jahre mit der deutschen literarischen Übersetzerin Margitt Lehbert verheiratet. Das Ehepaar hat zwei Kinder und lebt in der südschwedischen Provinz Skåne län (historische Provinz Schonen) in der Nähe des zur Gemeinde Hörby gehörenden Dorfs Önneköp in dem Weiler Rugerup auf einem ehemaligen Bauernhof.
Mittlerweile wird der Nimrod Förlag von Borg in der Rechtsform einer schwedischen Kapitalgesellschaft, als Aktiebolag (AB) geführt.
Der Verlag hatte seinen Sitz früher in dem kleinen Ort Guldsmedshyttan in der Gemeinde Lindesberg; heute befindet sich der Sitz an Borgs jetzigem Wohnort, in der südschwedischen Gemeinde Hörby.

### Programm des Nimrod Förlags und Autoren
Borg hatte nach seinem Studium Werke der russischen Philosophen Nikolai Berdjajev (schwedisch Nikolaj Berdjajev) und Leo Schestow (schwedisch Lev Sjestov) aus dem Russischen in die schwedische Sprache übertragen, die vom schwedischen Artos Bokförlag in Skellefteå veröffentlicht wurden.
Nach Gründung seines eigenen Verlags begann er Übersetzungen von Werken des philosophischen Existenzialismus in schwedischer Sprache herauszugeben, zunächst von Schestow und dann vor allem von dem dänischen Existenzphilosophen Søren Kierkegaard (schwedisch Sören Kierkegaard). Unter anderem hat Borg seit 1995 elf Schriften von Kierkegaards philosophischem Werk übersetzt und publiziert. Außerdem verlegte er eine Arbeit des schwedischen Philosophen Gunnar Odhner und einen Roman des russischen Literatur-Nobelpreisträgers Ivan Bunin.
Bis 2009 gab der Verlag insgesamt 15 Bücher in schwedischer Sprache heraus:
- Lev Sjestov: Kierkegaard och den existentiella filosofin (rösten som ropar i öknen) (1994), Sola fide (tron allena) (1995),
- Sören Kierkegaard: Fruktan och bävan (1995), Upprepningen (1995), Begreppet ångest (1996), Sjukdomen till döds (1996), Filosofiska smulor (1997), Avslutande ovetenskaplig efterskrift (Band 1 und 2, 1999), Antingen-eller, ett livsfragment (Band 1 und 2, 2002), Stadier på livets väg (Band 1 und 2, 2007)
- Gunnar Odhner: Den tredje möjligheten (1996)
- Ivan Bunin: Byn (1998)

## Die Edition Rugerup

### Geschichte
Margitt Lehbert wurde 2005 Verlagspartnerin ihres Mannes und leitete bis Dezember 2010 die deutschsprachige Reihe des Nimrod Förlags, die unter dem Namen Edition Rugerup erscheint.
Lehbert studierte Philosophie und Deutsch in Konstanz und ab 1980 Vergleichende Literaturwissenschaften in den USA an der University of Iowa, wo sie ihren Master of Fine Arts (Translation) machte. Danach arbeitete sie zunächst für zwei internationale Buchverlage und eine Literaturzeitschrift, dann als freie Übersetzerin in Utrecht in den Niederlanden und in Berlin, wo sie auch zeitweise an der Freien Universität Berlin unterrichtete. Lehbert übertrug bisher vor allem literarische Werke der Lyrik und teils auch Kurzprosa von internationalen Schriftstellern aus dem Englischen ins Deutsche.
Die Publikationen der Edition Rugerup erschienen ebenfalls am Verlagssitz des Nimrod Förlags, in der südschwedischen Gemeinde Hörby. Dort wohnte und arbeitete das Verlegerehepaar in dem zur Gemeinde gehörenden Dorf Önneköp in dem Weiler Rugerup, woher die Edition ihren Namen hat. Seit 2011 ist die Edition Rugerup ein eigenständiger Berliner Verlag.

### Programm der Edition Rugerup und Autoren
In der Edition Rugerup in der schwedischen Nimrod Förlag AB publizierte und publiziert Margitt Lehbert vor allem internationale Schriftsteller in deutscher Sprache, darunter den australischen Literaturnobelpreis-Kandidaten Les Murray und den schottischen Dichter Iain Crichton Smith. Die Übertragungen der fremdsprachigen Werke ins Deutsche nahm sie teilweise selbst vor. Die Veröffentlichungen erfolgten meistens zweisprachig. Im bisherigen Verlagsprogramm sind auch Arbeiten von deutschen Lyrikern enthalten. Die Edition Rugerup ist seit 2009 jährlich auf der Leipziger Buchmesse vertreten.
Bis 2013 gab die Edition Rugerup gut 40 Bücher in deutscher Sprache heraus, 30 Lyrikbände, Kurzprosabände und mehrere Romane:
- Les Murray: Heilige Kühe (2006), Gedichte, groß wie Photos (2006), Übersetzungen aus der Natur. Gedichte (2007), Größer im Liegen (2011), Der Schwarze Hund (2012), Aus einem See von Strophen (2014)
- Magnus Florin: Der Garten. Roman (2013), Zirkulation. Roman (2014)
- Marte Huke: Delta. Gedichte (2019)
- Olav H. Hauge: Gesammelte Gedichte (2012)
- Ulrich Schacht: Bell Island im Eismeer. Gedichte (2011), Kleine Paradiese. Erzählungen (2013)
- Thomas Josef Wehlim: Die Tage des Kalifats. Roman (2011), Legende von Schatten (2013)
- Iain Galbraith, Hg.: Beredter Norden. Schottische Lyrik seit 1900 (2011)
- Klaus Anders, Andreas Struve, Hg.: So schmeckt ein Stern. Norwegische Lyrik des 20. Jahrhunderts
- Margret Boysen: Auf der Flucht vor der Laternenordnung. Gedichte (2014)
- Sabine Lange: Verschwiegene Gedichte (2006), Schlüsselbund. Roman (2007)
- Dagmar Tollwerth: Zeigerloser Weg (2013)
- Gabriel Rosenstock: Ein Archivar großer Taten. Ausgewählte Gedichte (2007)
- Thøger Jensen: Serpentine. Ein Roman in Prosastücken (2008)
- Thomas Kunst: Estemaga. Gedichte (2008)
- John Montague: Erste Landschaft, erster Tod. Ausgewählte Gedichte (2008)
- Iain Crichton Smith: Segel aus Salz. Ausgewählte Gedichte (2008)
- Gerard Manley Hopkins: Geliebtes Kind der Sprache. Gedichte (2009) (Rezension:[4])
- Innokentij Annenskij: Wolkenrauch (2010)
- Gwendolyn MacEwen: Die T. E. Lawrence-Gedichte (2010) (FAZ-Rezension bei Perlentaucher)

Außerdem gab die Edition Rugerup bislang zwei Hörbücher als CD heraus:
- Les Murray: Translations from Nature. Les Murray reads his poems (Englisch, 2008)
- Gerard Manley Hopkins: Auf dem Rückflug zur Erde. Gerard Manley Hopkins – eine Einführung in seine poetische Welt (2009)

### Zitate
„… Edition Rugerup ist einer der interessantesten Lyrikverlage.“

„Die entdeckungsfreudige und auf Buchästhetik höchst bedachte Edition Rugerup …“

## Auszeichnungen
- 2018: Kurt-Wolff-Förderpreis[7]